# Marblepsis kakamega
Marblepsis kakamega är en fjärilsart som beskrevs av Collenette 1937. Marblepsis kakamega ingår i släktet Marblepsis och familjen tofsspinnare. Inga underarter finns listade i Catalogue of Life.